# Internazionali Femminili di Tennis di Brescia 2012
Gli Internazionali Femminili di Tennis di Brescia 2012 sono stati un torneo di tennis facente parte della categoria ITF Women's Circuit nell'ambito dell'ITF Women's Circuit 2012. Il torneo si è giocato a Brescia in Italia dal 21 al 27 maggio 2012 su campi in terra rossa e aveva un montepremi di 25 000 $.

## Vincitori

### Singolare
Anna Schmiedlová ha battuto in finale  Beatriz García Vidagany con il punteggio di 6–3, 6–2

### Doppio
Corinna Dentoni /  Diāna Marcinkēviča hanno battuto in finale  Tereza Mrdeža /  Maša Zec-Peškiric con il punteggio di 6–2, 6–1